# Československá hokejová reprezentace v sezóně 1945/1946
Československá hokejová reprezentace v sezóně 1945/1946 sehrála celkem 4 zápasy.

## Přehled mezistátních zápasů
| Pořadí | Datum            | Soupeř    | Výsledek            | Soutěž    | Místo utkání |
| ------ | ---------------- | --------- | ------------------- | --------- | ------------ |
| 149.   | 2. prosince 1945 | Švédsko   | 1:5 (0:0, 0:2, 1:3) | přátelsky | Praha        |
| 150.   | 19. ledna 1946   | Švýcarsko | 2:2 (1:0, 0:1, 1:1) | přátelsky | Stockholm    |
| 151.   | 24. února 1946   | Švédsko   | 3:1 (0:1, 2:0, 1:0) | přátelsky | Praha        |
| 152.   | 3. března 1946   | Švýcarsko | 1:5 (0:3, 0:0, 1:2) | přátelsky | Curych       |

## Bilance sezóny 1945/46
| Soupeř    | Zápasy | Výhry | Remízy | Prohry | Skóre |
| --------- | ------ | ----- | ------ | ------ | ----- |
| Švédsko   | 2      | 1     | 0      | 1      | 4:6   |
| Švýcarsko | 2      | 0     | 1      | 1      | 3:7   |
| Celkem    | 4      | 1     | 1      | 2      | 7:13  |

## Další zápas reprezentace
| Datum             | Soupeř    | Výsledek             | Soutěž    | Místo utkání |
| 22. prosince 1945 | Kanada    | 8:11 (4:5, 1:3, 3:3) | přátelsky | Praha        |
| 18. ledna 1946    | Švýcarsko | 8:1 (2:1, 3:0, 3:0)  | přátelsky | Praha        |
| 28. ledna 1946    | Kanada    | 3:7 (1:1, 0:3, 2:3)  | přátelsky | Praha        |

## Přátelské mezistátní zápasy
Československo –  Švédsko 1:5 (0:0, 0:2, 1:3)
2. prosince 1945 – Stockholm

Branky Československa: 1:3 Jaroslav Drobný.

Branky Švédska: 0:1 Rolf Eriksson-Hemlin, 0:2 Rolf Eriksson-Hemlin, 0:3 Holger Nurmela, 1:4 Rolf Eriksson-Hemlin, 1:5 Åke Ericsson.

Rozhodčí: Gosta Ahlin (SWE) - utkání řídil pouze jeden rozhodčí

Vyloučení: 2:1 (využití 0:0)

Diváků: 10 000
ČSR: Bohumil Modrý – František Pácalt, Josef Trousílek, Vilibald Šťovík – Ladislav Troják, Jaroslav Drobný, Stanislav Konopásek – Václav Roziňák, Karel Stibor, Vladislav Müller – Jan Hanzl.
Švédsko: Kurt Svanberg – Åke Ericson, Gunnar Landelius - Rolf Eriksson-Hemlin, Folke Jansson, Kingström - Johansson, Åke Andersson, Holger Nurmela - Åke Ström.
 Československo –  Švýcarsko 2:2 (1:0, 0:1, 1:1)
19. ledna 1946 – Praha

Branky Československa: 11. Jaroslav Drobný, 51ts. Vladimír Zábrodský.

Branky Švýcarska: 40. Gebhard Poltera, 50. Hans-Martin Trepp.

Rozhodčí: Gustav Josek (TCH), Jack Lutta (SUI)

Vyloučení: 1:0 (využití 0:0)
ČSR: Zdeněk Jarkovský – Josef Trousílek, Vilibald Šťovík, Kristián Cee – Ladislav Troják, Vladimír Zábrodský, Stanislav Konopásek – Josef Kus, Jaroslav Drobný, Viktor Lonsmín
Švýcarsko: Hans Bänninger – Beat Rüedi, Heinrich Boller, Rudolf Mathys – Ferdinand Cattini, Hans Cattini, Hans Dürst – Gebhard Poltera, Ulrich Poltera, Hans-Martin Trepp.
 Československo –  Švédsko 3:1 (0:1, 2:0, 1:0)
24. února 1946 – Praha

Branky Československa: 22. Jaroslav Drobný, 24. Vladimír Zábrodský, 45. Milan Matouš.

Branky Švédska: 17. Kurt Kjellström.

Rozhodčí: Jan Krásl, Živnůstka (TCH)
ČSR: Bohumil Modrý – Josef Trousílek, Vilibald Šťovík, Milan Matouš – Jaroslav Drobný, Vladimír Zábrodský, Stanislav Konopásek – Jindřich Reitmayer, Miroslav Rejman, Vladislav Müller
Švédsko: Kurt Svanberg – Gunnar Landelius, Åke Ericson, Pettersson – Åke Enquist, Folke Jansson, Rolf Eriksson-Hemlin – Kurt Kjellström, Åke Andersson, Holger Nurmela.
 Československo –  Švýcarsko 1:5 (0:3, 0:0, 1:2)
3. března 1946 – Curych

Branky Československa: Oldřich Kučera.

Branky Švýcarska: 2x Richard Torriani, Ulrich Poltera, Rudolf Mathys, Ferdinand Cattini.

Rozhodčí: Zdeněk Rektořík (TCH), Jack Lutta (SUI)
ČSR: Bohumil Modrý – Josef Trousílek, Vilibald Šťovík, Milan Matouš – Ladislav Troják, Vladimír Zábrodský, Stanislav Konopásek – Josef Kus, Jaroslav Drobný, Oldřich Kučera
Švýcarsko: Hans Bänninger – Franz Geromini, Hans Dürst, Beat Rüedi, Rudolf Mathys – Richard Torriani, Hans Cattini, Ferdinand Cattini – Gebhard Poltera, Ulrich Poltera, Hans-Martin Trepp.

## Další zápas reprezentace
Československo (Armádní mužstvo) –  Kanada (Armádní mužstvo - příslušníci IV. kanadské divize v Nizozemsku) 8:11 (4:5, 1:3, 3:3)
22. prosince 1945 – Praha

Branky Československa: 8. Miroslav Sláma, 8. Stanislav Konopásek, 11. Vladimír Zábrodský, 14. Stanislav Konopásek, 36. Stanislav Konopásek, 50. Jaroslav Drobný, 7:10. 56. Miroslav Sláma, 57. Stanislav Konopásek.

Branky Kanady: 4. Reginbal, 12. Dunbar, 17. Spendlow, 19. Bonony, 20. Both, 30. Bodington, 31. Both, ?? Gunther, 48. Dubec, 6:10 56. Dubec, 58. Ledoux.

Rozhodčí: Cattarelo (CAN), Jan Krásl (TCH)
ČSR: Bohumil Modrý (21. Zdeněk Jarkovský) – Josef Trousílek, Vilibald Šťovík – Jaroslav Drobný, Vladimír Zábrodský, Stanislav Konopásek – Josef Kus (Čeněk Pícha), Miroslav Sláma, Jan Plocek.
Kanada: Broda - MacDonald, Dubec, Both, Ryan - Gunther, Spendlow, Hoque - Ledoux, Dunbar, Boddington - Reginbal, Bonony, Kelly.
 Československo (Armádní mužstvo) –  Švýcarsko (Armádní mužstvo)  8:1 (2:1, 3:0, 3:0)
18. ledna 1946 – Praha

Branky Československa: 11. Josef Kus, 15. Vladimír Zábrodský, 23. Jaroslav Drobný, 25. Vladimír Zábrodský, 45. Vladimír Zábrodský, 47. Josef Kus, 52. Vladimír Zábrodský.

Branka Švýcarska: 7. Hans-Martin Trepp.

Rozhodčí: Jan Krásl (TCH), Jack Lutta (SUI)

Vyloučení: 1:0 (22. Josef Trousílek)
ČSR: Zdeněk Jarkovský – Jan Košek, Vilibald Šťovík, Josef Trousílek – František Pergl, Vladimír Zábrodský, Stanislav Konopásek – Josef Kus, Jaroslav Drobný, Miroslav Sláma.
Švýcarsko: Hans Bänninger - Gerst, Mathys, Heinrich Boller - Ferdinand Cattini, Beat Rüedi, Walter Dürst - Hans-Martin Trepp, Ulrich Poltera, Gebhard Poltera.
 Československo (Armádní mužstvo) –  Kanada (Armádní mužstvo)  3:7 (1:1, 0:3, 2:3)
28. ledna 1946 – Praha

Branky Československa: 12. Vladimír Zábrodský, 41. Stanislav Konopásek, 62. Stanislav Konopásek (zápas se o pět minut prodlužoval)

Branka Kanady: 2. Sims, 27. Gresko, 27. Gresko, 30. Poile, 45. Taylor, 51. Poil, 52. Sims, 

Rozhodčí: Živnůstka (TCH), Jan Krásl (TCH)

Vyloučení: 1:2 (27. Josef Trousílek - 30. Taylor, 54. Teple)

Využití přesilovek: 0:2
ČSR: Zdeněk Jarkovský – Vilibald Šťovík, Josef Trousílek, Miroslav Sláma – František Pergl, Vladimír Zábrodský, Stanislav Konopásek –
Josef Kus, Jan Plocek, Čeněk Pícha.
Kanada: Calvin - Phillips, Both, Portland, Sims - Gresko, Poile, Bruce - Taylor, Macey, Tepple.